# Redningsselskapet

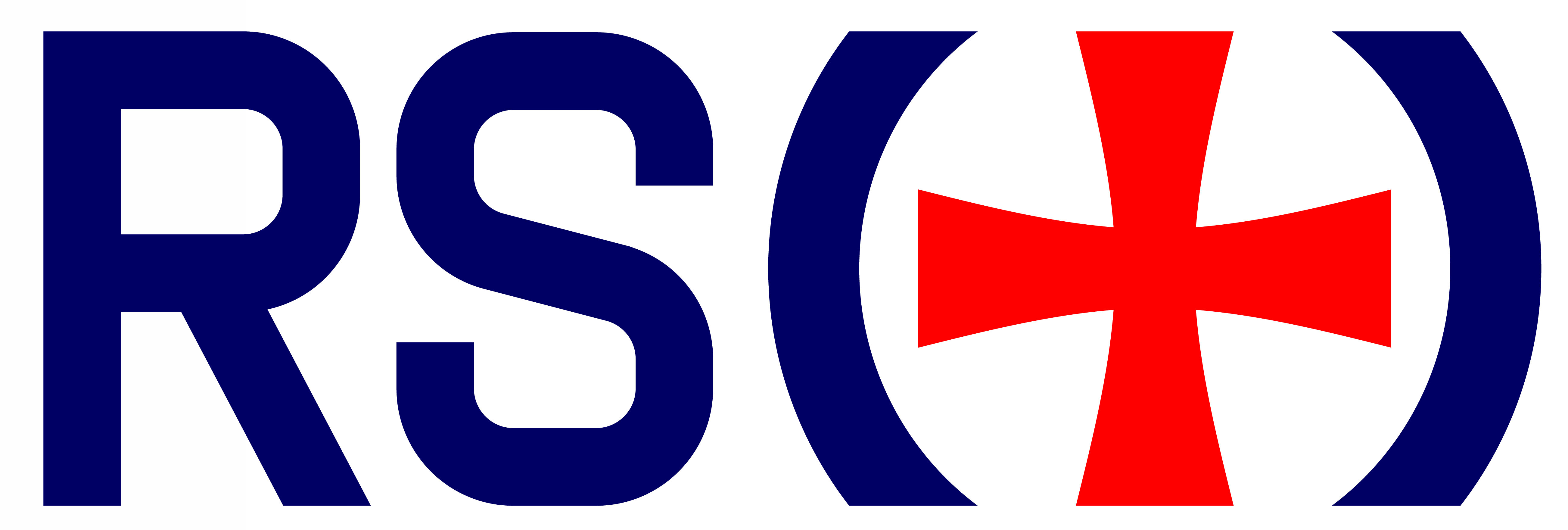
Logo

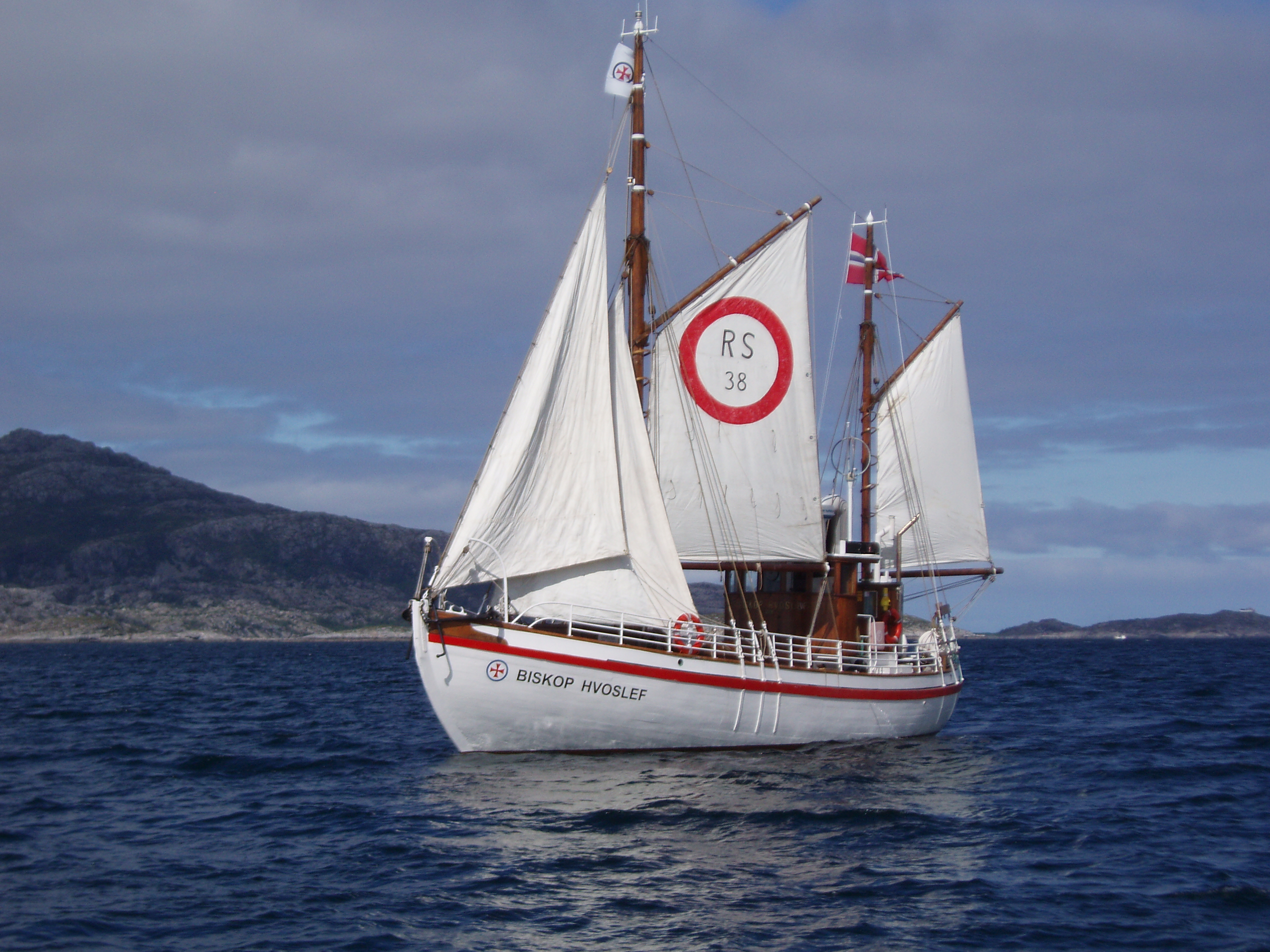
Veteranfartyget RS 38 Biskop Hvoslef, som var i tjänst 1933–1965

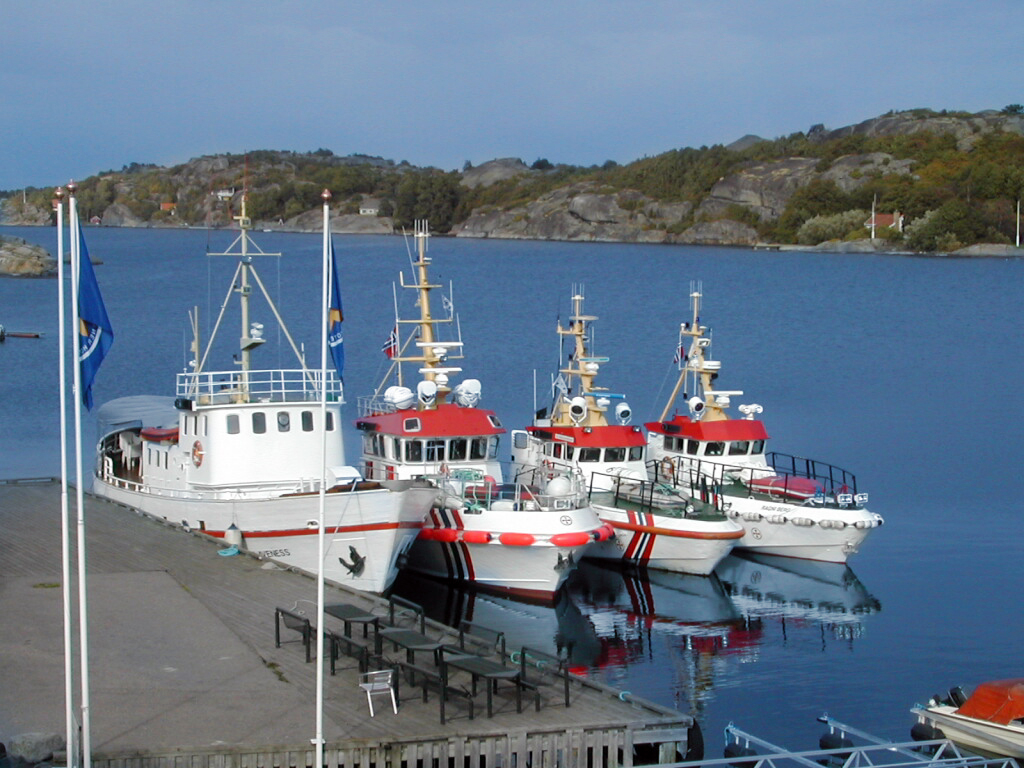
Räddningsfartyg vid kaj i Tjøme. Till vänster veteranfartyget RS 54 Therese Klaveness. Övriga fartyg Ragni Berg, Odd Fellow II och Askerbæringen.

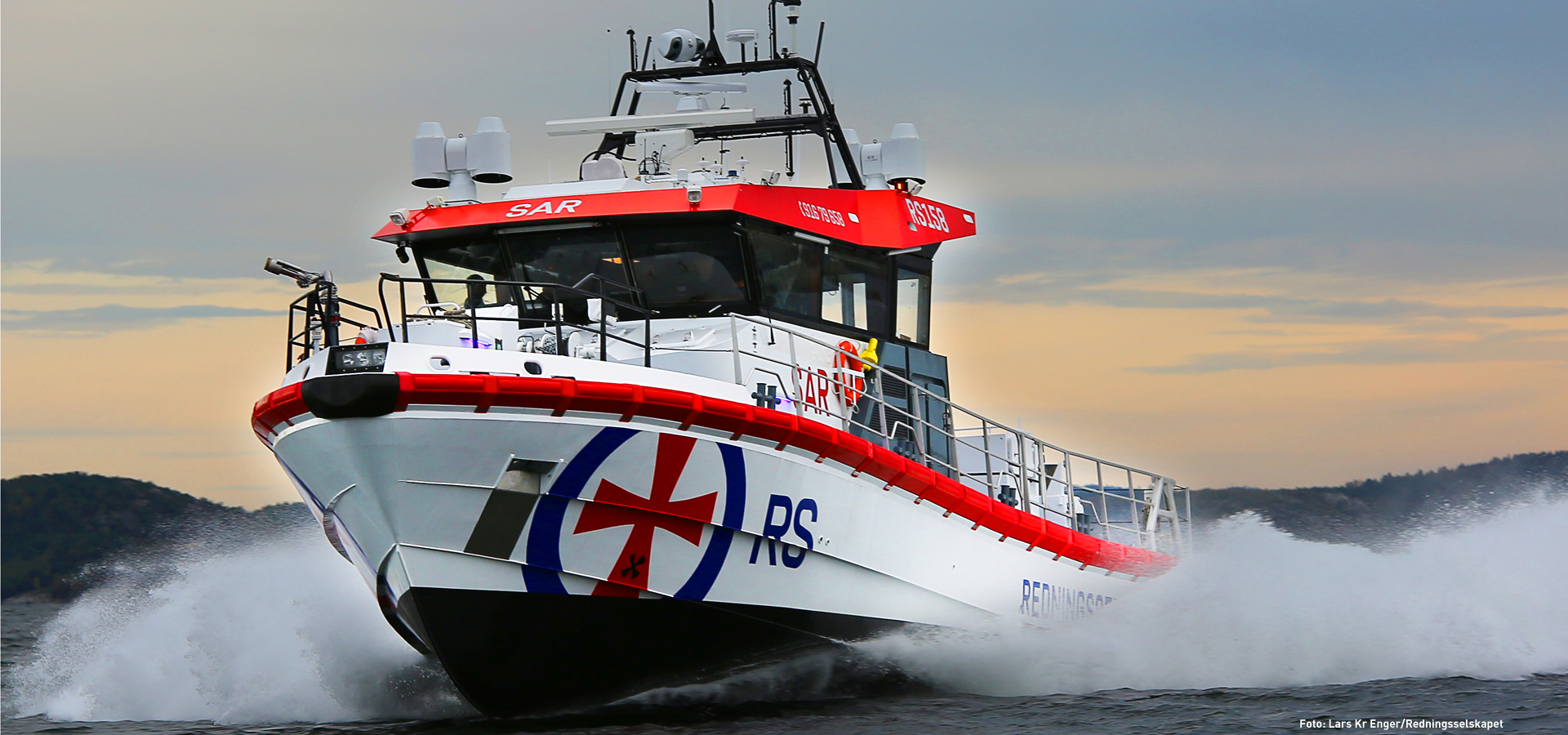
RS 158 Idar Ulstein, byggd av Swede Ship Marine 2015

Redningsselskapet – Norsk Selskab til Skibbrudnes Redning är en norsk sjöräddningsorganisation, organiserad som en ideell förening.
Norsk Selskap til Skibbrudnes Redning bildades i juli 1891 och en av styrelsemedlemmarna var fartygskonstruktören Colin Archer. Året därpå arrangerade Redningsselskapet en tävling för att få fram en typ av fartyg att användas för räddningsinsatser, baserade på existerande lotsbåtar. Tävlingen ansågs inte ha frambringat tillräckligt bra förslag, varför Archer fick i uppdrag att rita ett alternativ. Archers förslag stod sig bäst i en jämförelse med tävlingsförslagen, och 1895 sjösattess den första nya räddningsskutan, den 14 meter långa tvåmastade RS 1 Colin Archer 1893.
År 1930 byggdes det första motordrivna räddningsfartyget, den 15,8 meter långa RS 36 Andreas Aarø, vilken också hade segel. En successiv övergång till motorförsedda fartyg skedde under 1930-talet.
Uppdragen i södra Norge domineras av fritidsfartyg, medan de flesta uppdragen i norr gäller nytto- och passagerarfartyg. Organisationen hade omkring 125.000 medlemmar 2019. Den har huvudkontor i Lysaker i Oslo och har fem distriktskontor.
Redningsselskapet drivs med medlemsintäkter, donationer, insamlingsmedel, verksamhetsintäkter, lotterimedel och bidrag från staten. År 2018 var omsättningen 682 miljoner norska kronor, varav statens tillskott var 121 miljoner norska kronor och lotterimedlen 155 miljoner kronor.   
Redningsselskapet har tillsammans med Norges Maritime Utdanningssenter bildat RS Sjøredningsskolen, som ligger vid Redningsstasjon Noatun i Horten. Det ger ut kvartalstidskriften RS Magasinet.

## Räddningsstationer med fast bemannade räddningsfartyg
- Region Nord: Vardø/Båtsfjord, Mehamn, Havøysund, Sørvær, Skjervøy, Senja, Andenes, Myre, Svolvær, Ballstad, Røst (vintertid), Bodø och Helgeland
- Region Midt-Norge: Rørvik, Hitra och Kristiansund
- Region Vest: Fosnavåg, Florø/Måløy, Bergen och Haugesund
- Region Sør: Egersund, Farsund och Arendal
- Region Öst: Stavern (sommartid), Skjærhalden och Oscarsborg

## Räddningsstationer med volontärbemannade räddningsfartyg
- Region Nord: Alta, Tromsø, Harstad och Brønnøysund
- Region Midt-Norge: Namsos, Levanger, Trondheim och Femunden
- Region Vest: Stavanger, Aukra, Ålesund, Måløy, Mongstad, Bergen och Stord
- Region Sør:  Mandal, Kristiansand og Lillesand
- Region Øst: Kragerø, Skjeberg, Tønsberg, Moss, Horten, Oslo och Mjøsa

## Bildgalleri

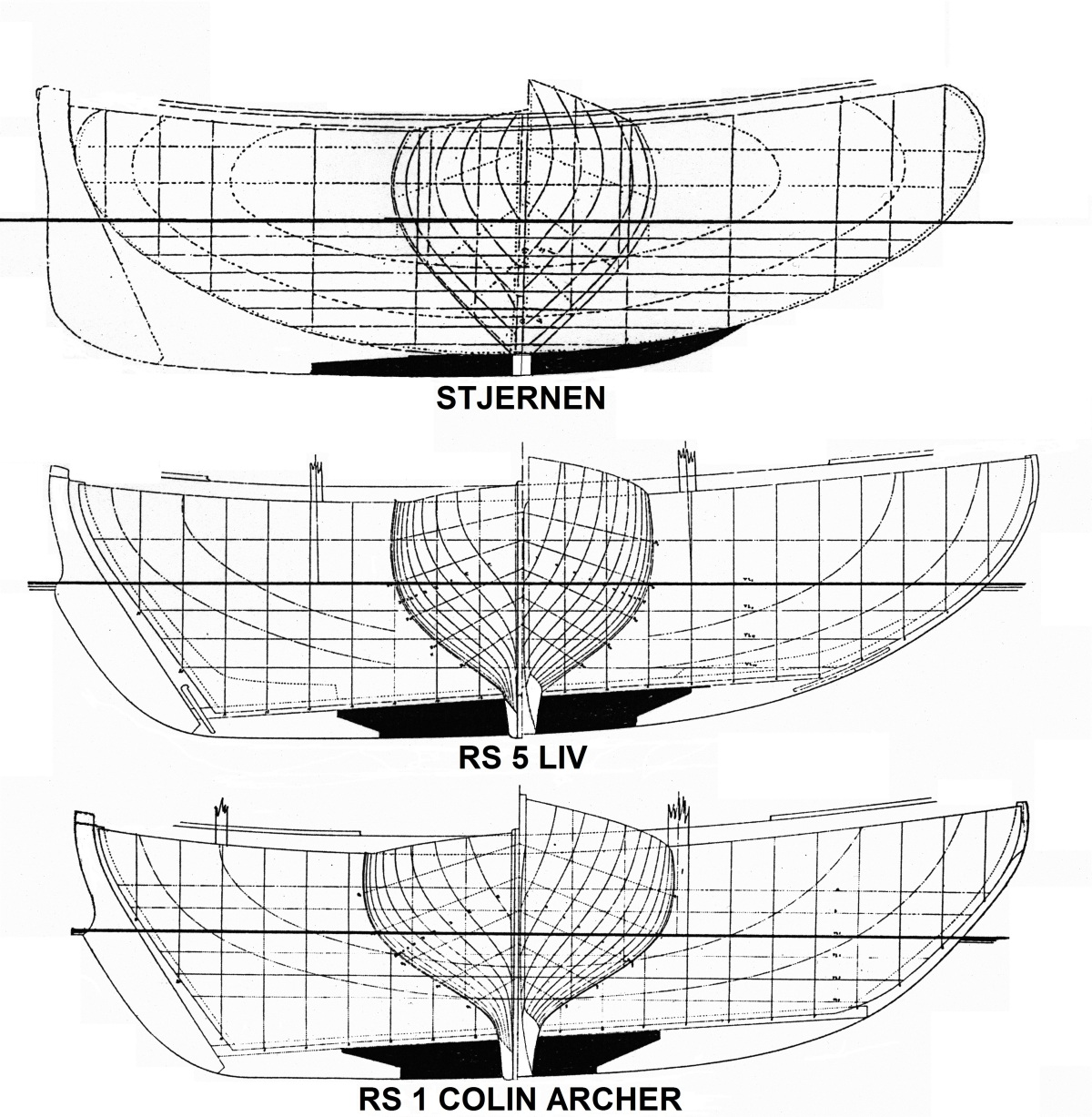
Alternativa förslag 1892 till räddningsskuta, med Colin Archers underst.
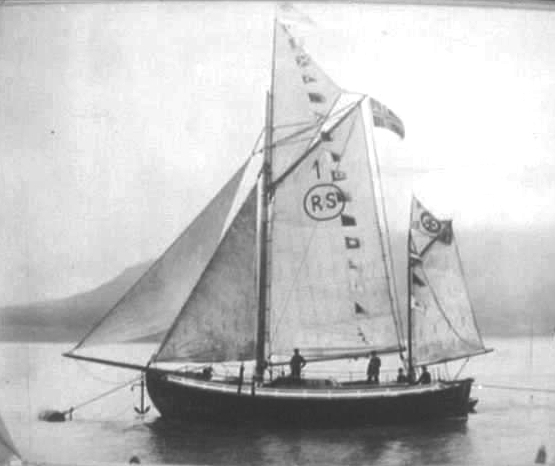
RS 1 Colin Archer
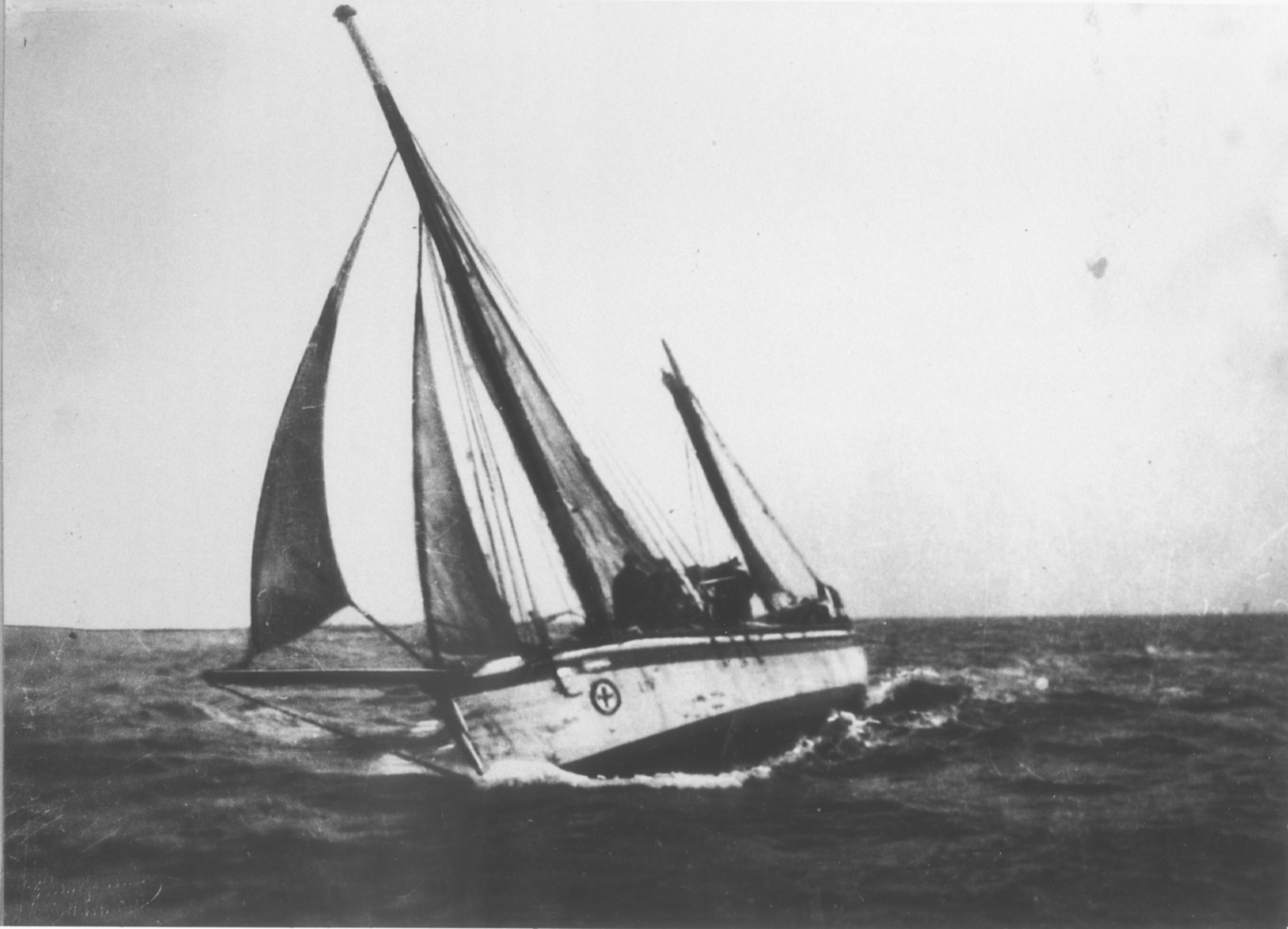
RS 6 Liv, byggd av Colin Archer 1894
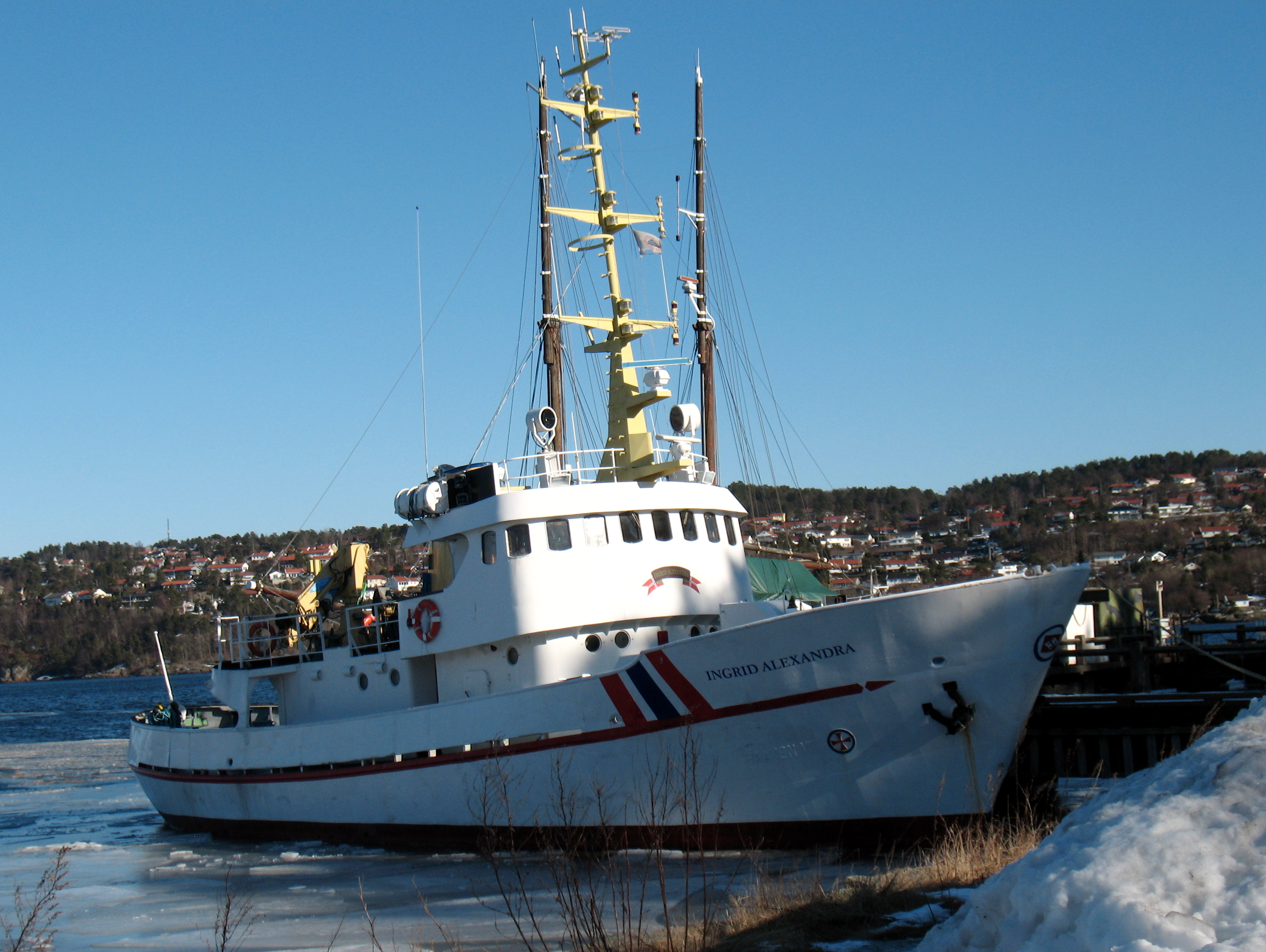
RS 61 Haakon VII, byggd 1958 av Stord Verft
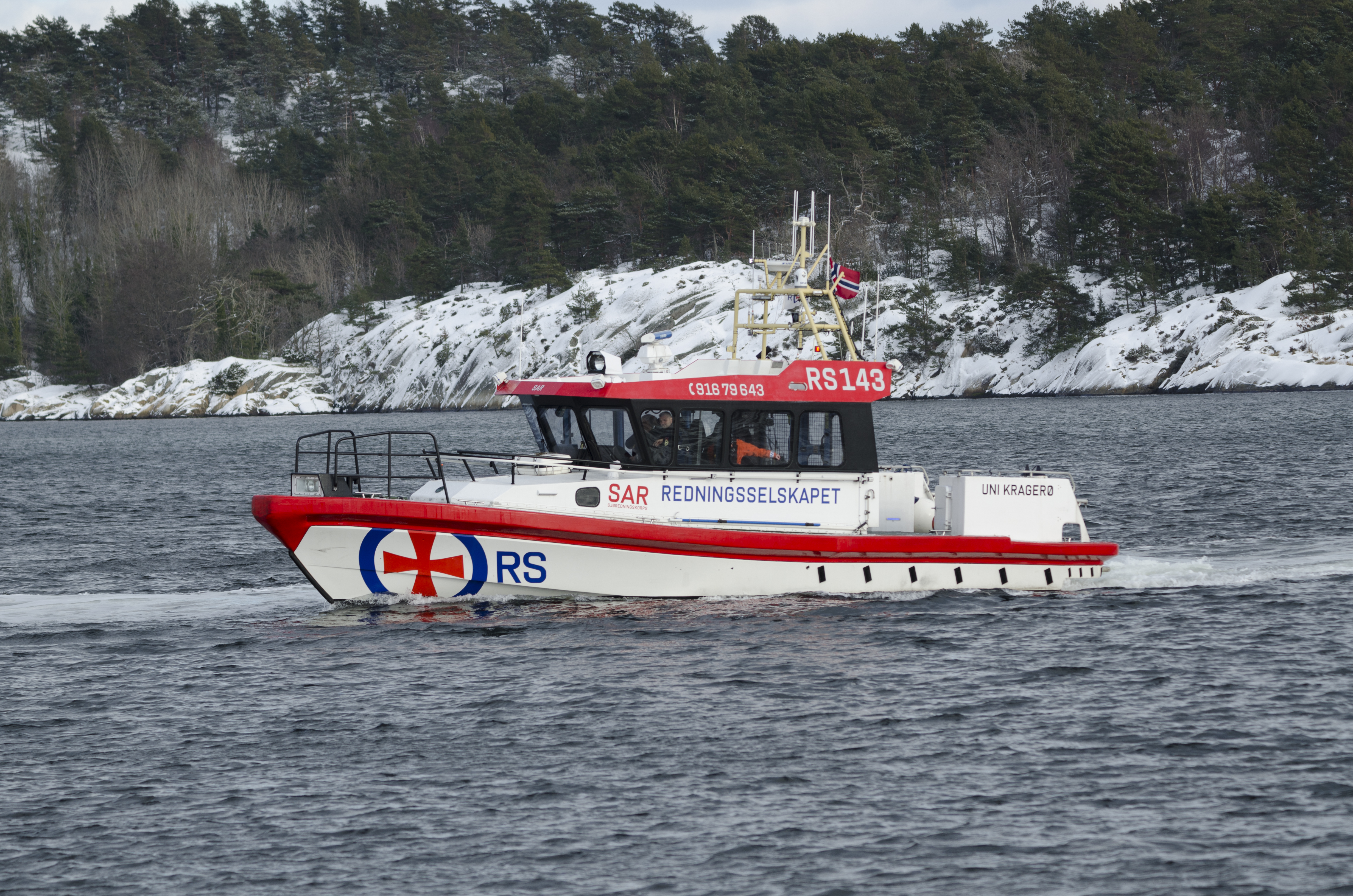
RS 143 Uni Kragerø byggd av Swede Ship Marine 2011, av Bergesen-klassen
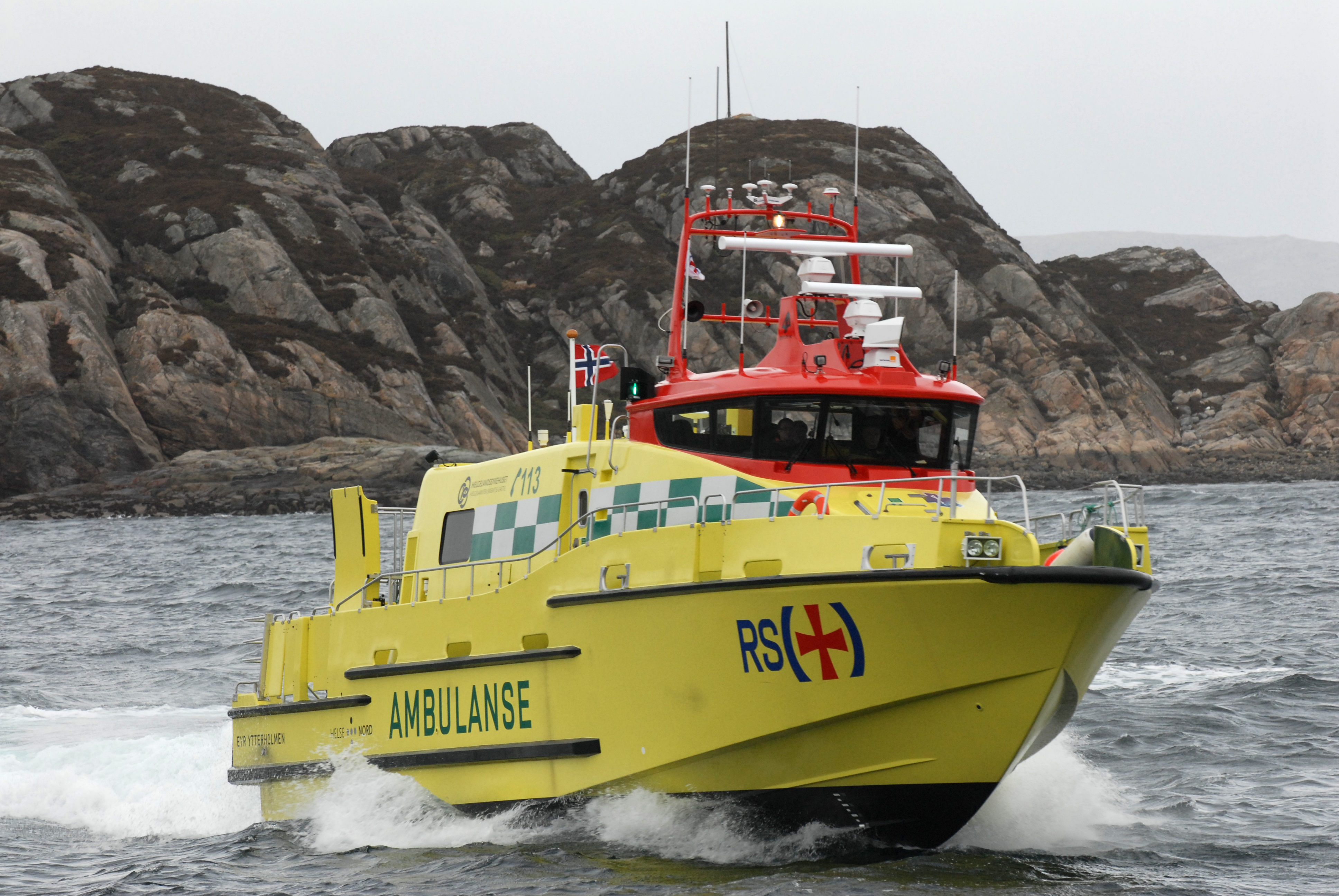
Ambulansbåten Eyr Ytterholmen, knuten till Heleglandssykehuset i Sandnessjöen